# Liste der schwedischen Feuerschiffspositionen
In der Liste der schwedischen Feuerschiffspositionen sind die Stationen der ehemaligen bemannten schwedischen Feuerschiffe mit ihrer geographischen Position verzeichnet. Dazugehörig sind chronologisch, soweit bekannt, die eingesetzten jeweiligen Feuerschiffe aufgelistet.
Geografisch sind die Feuerschiff-Stationen entlang der schwedischen Küste von Osten (Bottnischer Meerbusen) nach Süden (Ostsee) nach Westen/Norden (Öresund, Kattegat, Skagerak) aufgeführt.

## Geschichte
Mit der Entwicklung der Seeschifffahrt, besonders der Frachtsegler und dem enormen zahlenmäßigen Anstieg der Dampfschiffe, ging auch die navigatorische Sicherstellung durch den Bau von Leuchttürmen in Schweden im 18. und 19, Jahrhundert einher. Aufgrund der örtlichen Bedingungen der Küstenlinie sowie der Schifffahrtsrouten zu den klassischen Anlandehäfen wurde auch der Einsatz schwimmender bemannter und mit einem Leuchtfeuer ausgestatteter Schiffe erforderlich. Feuerschiffe sind beleuchtete Navigationshilfen, die in tiefem Wasser oder an gefährlichen Stellen verankert wurden. Sie sind an ihrer markanten Form, dem meist roten Rumpf und der mittschiffs erhöhten Laterne zu erkennen.
In einem Zeitraum von über 140 Jahren schwedischer Seefahrtsgeschichte waren über 30 Leuchtfeuerschiffe im Einsatz. Nur wenige Feuerschiffe, mittlerweile über 100-jährig, sind heute noch als historisches Museum oder schwimmendes Freizeit- und Restaurant-Schiff erhalten geblieben und sind wichtige Kulturdenkmale und Zeitzeuge der schwedischen maritimen Geschichte.

## Schwedische Leuchtfeuerschiffe
Insgesamt gab es in schwedischen Seegebieten 37 Feuerschiffe. Wenn der Standort des Feuerschiffs geändert wurde, wurde auch der Name des Schiffs geändert, um ihn an den Standort der über 20 Feuerschiffs-Position anzupassen.
Die Halbinsel Falsterbo, ein Teil der schwedische Küste, ist dafür berüchtigt, dass dort die meisten Schiffe verunglückten. Rund um die Halbinsel waren auch die schwedischen Feuerschiffe auf derselben Position 55° 17' N, 12° 47' O vor der Untiefe Falsterborev am längsten im Einsatz.
- No. 00 HERMINA (1831–1831); als Yacht aus Eichenholz mit flachem Heck und einem Mast mit Segel, tags mit einem Topp-Ball und nachts einer Linsenlaterne, vor der Untiefe des Falsterborev als erstes schwedisches Feuerschiff vor Anker. Es hatte sich aber nicht bewährt und wurde wieder eingezogen.

- No. 0 CYKLOP (1844–1864); als zweites schwedisches Feuerschiff seit 1844 auf Station Falsterborev. Das Feuerschiff mit zwei Laternen auf den Masten, hatte rot gestrichene Seiten mit den weißen Buchstaben F. S. und hatte sechs Mann Besatzung mit einem Leuchtfeuerwärter als Kapitän. 1863 wurde das Feuerschiff an Privat verkauft, blieb aber noch bis 1864 auf Station im Einsatz.

- No. 1 FINNGRUNDEN (1859–1900); auf Stationen Finngrunden, Sydostbrotten, Nordströmsgrund, Västra Banken. 1901 als Transportschiff verkauft und 1928 verschrottet.

- No. 2A SYDOSTBROTTEN (1862–1894); auf Station Sydostbrotten. 1894 bis 1933 als Hilfsschiff FREJA im Einsatz, danach an Privat verkauft.

- No. 2B ALMAGRUNDET (1896–1969); auf Stationen Almagrundet, Kopparstenarna, Hävringe, Malmö Redd. Nach der Außerdienststellung mehrfach restauriert und seit 1999 als Museumsschiff im Hafen von Västerås und seit 2015 nach Gävle.

- No. 3 GRUNDKALLEN (1864–1903); auf Stationen Grundkallen, Svenska Björn, Kopparstenarna. Nach der Reserve vermutlich durch die Lotsenbehörde als Lastschiff eingesetzt.

- No. 4 FALSTERBOREV (1865–1909); auf Stationen Falsterborev, Kalkgrundet. Von 1897 bis 1909 als Reserve und 1910 verkauft.

- No. 5 UTGRUNDEN (1866–1966); auf Stationen Utgrunden, Svenska Björn, Finngrunden und bis 1962 wieder Svenska Björn. Danach als Lastschiff verkauft. 1999 in   Västerås und Umbau/Restaurierung von privat.

- No. 6 SVENSKA BJÖRN (1868–1970); auf Stationen Svenska Björn, Grundkallen, Kopparstenarna, Almagrundet. Von 1967 bis 1970 als Reserve, danach verkauft an Privat.

- No. 7 VULKAN (1854–1899); als Holzboot, auf Stationen Grundkallen, Utgrunden, Svinbådan, Kalkgrundet, Finngrunden, Västra Banken. 1900 verkauft an Privat.

- No. 8 SVINBÅDAN (1870–1972); auf Stationen Svinbådan, Falsterborev. 1973 verkauft an Privat, 1976 in Ystad verschrottet. Laterne in Skanör erhalten.

- No. 9 DIANA (1870–1900); als ältestes schwedisches Feuerschiff (ex. ESPLENDIAN von 1782) auf Station Grepen und bis 1900 wechselnd auf Stationen als Reserve, danach verkauft.

- No. 10A ODIN (1870–1892); auf Stationen Jerskullen und als Lotsenboot auf Malmö Redd (ohne Leuchtfeuer). 1893 verkauft und verschrottet.

- No. 10B FLADEN (1892–1965); auf Stationen Fladen, Grisbådarna. 1967 verkauft an Privat, als Sportfischerboot, Umbau als Geschäfts- und Clubschiff und weiteres.

- No. 11 IRENE (1873–1932); auf Stationen Kalkgrundet, Oskarsgrundet. 1932 Einsatz als Arbeitsschiff BJÖRN und 1942 verkauft.

- No. 12 GREPEN (1875–1899); auf Stationen Grepen, Kopparstenarna, Finngrunden. Bis 1899 noch als Reserve-Feuerschiff und 1900 in Göteborg verkauft.

- No. 13 KALKGRUNDET (1875–1961); auf Stationen Kalkgrundet, Malmö Redd. 1961 durch Leuchtturm ersetzt und 1962 verkauft. 1980 in Spanien verschrottet.

- No. 14 SVINBÅDAN (1877–1934); auf Stationen Svinbådan, Sydostbrotten. 1938 verschrottet.

- No. 15 UTGRUNDEN (1884–1959); auf Stationen Utgrunden, Norströmsgrund, Östra Kvarken. 1961 verschrottet.

- No. 16 KOPPARSTENARNA (1888–1924); auf Stationen Kopparstenarna, Fladen. 1924 durch Brand an Bord zerstört und gesunken.

- No. 17 SVINBÅDAN (1894–1960); auf Station Svinbådan. 1968 bis 1972 als Hilfsschiff LAGAREN, danach  verkauft an Stiftung Skeppsholmgården.

- No. 18 RESERV (1894–1957); Reserve-Feuerschiff auf ständig wechselnden Stationen. 1959 verkauft und verschrottet.

- No. 19 NORSTRÖMSGRUND (1894–1955); auf Stationen Norströmsgrund, Utgrunden, bis 1955 Grepen. Danach Umbau zu Unterkunftsschiff und 1973 verkauft an Privat.

- No. 20 GREPEN (1883–1952); auf Station Grepen. Heimathafen war Öregrund. 1917 wurde es versenkt, später wieder gehoben, repariert und bis 1947 wieder eingesetzt. 1953 zur Verschrottung verkauft.

- No. 21 TRELLEBORGSREDD (1899–1961); auf Stationen Trelleborgsredd, Oskarsgrundet. Heute in Biskopsuddens Marina, Stockholm.

- No. 22 VÄSTRA BANKEN (1900–1963); auf Stationen Västra Banken, Norströmsgrund, Öregrund. 1965 Umbau als Unterkunftsschiff und 1968 verkauft, 1969/70 zur Verschrottung nach Ystad.

- No. 23 KOPPASTENARNA (1902–1970); auf Stationen Kopparstenarna, Grundkallen, Västra Banken. Aufgelegt als Museumsschiff am Hafen von Öregrund, der Schiffsrumpf wurde nach Grenada verkauft, im Ressort Le Phare Bleu.

- No. 24 RESERV (1901–1965); auf Stationen Finngrundet, Fladen, Svenska Björn. 1965 verkauft an Privat, 2014 Laterne in Orrefors Stugby-Hostel.

- No. 25 FINNGRUNDET (1903–1969); auf Station Finngrundet. Heimathafen war Öregrund. Heute in Stockholm am Pier des Vasa-Museum.

- No. 26 RESERV (1903–1953); Reserve-Feuerschiff kurzzeitig auf wechselnden Stationen. 1960 verkauft und verschrottet.

- No. 27 MALMÖ REDD (1906–1962); auf Station Malmö Redd. 1952 bis 1962 Reserve in Malmö, danach verkauft zur Verschrottung.

- No. 28 RESERV (1910–1972); bis 1929 Reserve-Feuerschiff, 1930/31 Umbau danach bis 1972 auf Station Falsterborev,[2] 1975 verkauft an Privat. 1999 als Restaurantschiff in Nieuwpoort in Belgien. 2007 im Hafen von Le Havre gesunken. 2012 verschrottet, Laterne in Skanör erhalten.

- No. 29 ÖLANDSREV (1919–1969); auf Stationen Ölandsrev, Hävringe, Fladen. Heute als Museumsschiff FLADEN in Göteborg.

- No. 30 GRUNDKALLEN (1923–1972); auf Stationen Grundkallen, Svenska Björn. Heimathafen war Öregrund. 1969 bis 1972 Reserve, 1974 verkauft zur Verschrottung nach Ystad.

- No. 31 MEGRUNDET (1883–1937); auf Stationen Megrundet[3]. 1937 verkauft an Privat, in den 70er Jahren umgebaut und 2022 in Stockholm.

- No. 32 FLADEN (1926–1965); auf Stationen Fladen und Vinga, danach Wohn- und Hilfsschiff LEDAREN, bis 1978 Skeppsholmgården, seit 2009 finnisch als VINGA vor Hylkysaari, Helsinki.

- No. 33 SYDOSTBROTTEN (1934–1970); auf Stationen Sydostbrotten, Norströmsgrund. 1970 verkauft an Privat, Umbau als Charterschiff.

## Stationen Schwedischer Feuerschiffe
| Stationsname                                | Auslegung                                   | Aufhebung                                   | Bereich                                     | Stationsposition                            | Bemerkungen                                 |                                             |                                             |                                             |                                             |                                             |                                             |                                             |
| Bottnisches Meer Norrbottens län Bottenwiek | Bottnisches Meer Norrbottens län Bottenwiek | Bottnisches Meer Norrbottens län Bottenwiek | Bottnisches Meer Norrbottens län Bottenwiek | Bottnisches Meer Norrbottens län Bottenwiek | Bottnisches Meer Norrbottens län Bottenwiek | Bottnisches Meer Norrbottens län Bottenwiek | Bottnisches Meer Norrbottens län Bottenwiek | Bottnisches Meer Norrbottens län Bottenwiek | Bottnisches Meer Norrbottens län Bottenwiek | Bottnisches Meer Norrbottens län Bottenwiek | Bottnisches Meer Norrbottens län Bottenwiek | Bottnisches Meer Norrbottens län Bottenwiek |
| ------------------------------------------- | ------------------------------------------- | ------------------------------------------- | ------------------------------------------- | ------------------------------------------- | ------------------------------------------- | ------------------------------------------- | ------------------------------------------- | ------------------------------------------- | ------------------------------------------- | ------------------------------------------- | ------------------------------------------- | ------------------------------------------- |
| Station Norströmsgrund                      |                                             |                                             | Bottenwiek                                  | 65° 7′ 30″ N, 22° 19′ 54″ O                 | Station: besetzt von 1894 bis 1955          |                                             |                                             |                                             |                                             |                                             |                                             |                                             |
| No.19 NORSTRÖMSGRUND                        | 1894                                        | 1895                                        |                                             | SWE-248                                     | Feuerschiff NORSTRÖMSGRUND                  |                                             |                                             |                                             |                                             |                                             |                                             |                                             |
| No.1 FINNGRUNDET                            | 1896                                        | 1897                                        |                                             |                                             | siehe Station: Finngrunden                  |                                             |                                             |                                             |                                             |                                             |                                             |                                             |
| No.15 UTGRUNDEN                             | 1898                                        | 1923                                        |                                             |                                             | siehe Station: Utgrunden                    |                                             |                                             |                                             |                                             |                                             |                                             |                                             |
| No.22 VÄSTRA BANKEN                         | 1924                                        | 1963                                        |                                             |                                             | siehe Station: Västra Banken                |                                             |                                             |                                             |                                             |                                             |                                             |                                             |
| No.33 SYDOSTBROTTEN                         | 1964                                        | 1969                                        |                                             |                                             | siehe Station: Sydostbrotten                |                                             |                                             |                                             |                                             |                                             |                                             |                                             |
| Västerbottens län Kvarken                   |                                             |                                             |                                             |                                             |                                             |                                             |                                             |                                             |                                             |                                             |                                             |                                             |
| Station Östra Kvarken                       |                                             |                                             | Kvarken                                     | 63° 34′ 2″ N, 20° 56′ 30″ O                 | Station: besetzt von 1924 bis 1960          |                                             |                                             |                                             |                                             |                                             |                                             |                                             |
| No.15 UTGRUNDEN                             | 1924                                        | 1959                                        |                                             |                                             | siehe Station: Utgrunden                    |                                             |                                             |                                             |                                             |                                             |                                             |                                             |
| Västernorrlands län Kvarken                 |                                             |                                             |                                             |                                             |                                             |                                             |                                             |                                             |                                             |                                             |                                             |                                             |
| Station Sydostbrotten                       | LS SYDOSTBROTTEN, um 1950                   |                                             | Kvarken                                     | 63° 19′ 0″ N, 20° 9′ 0″ O                   | Station: besetzt von 1862 bis 1963          |                                             |                                             |                                             |                                             |                                             |                                             |                                             |
| No.2A SYDOSTBROTTEN                         | 1862                                        | 1894                                        |                                             |                                             | Feuerschiff SYDOSTBROTTEN                   |                                             |                                             |                                             |                                             |                                             |                                             |                                             |
| No.14 SVINBÅDAN                             | 1895                                        | 1933                                        |                                             |                                             | siehe Station: Svinbådan                    |                                             |                                             |                                             |                                             |                                             |                                             |                                             |
| No.33 SYDOSTBROTTEN                         | 1934                                        | 1963                                        |                                             | SWE-252                                     | Feuerschiff SYDOSTBROTTEN                   |                                             |                                             |                                             |                                             |                                             |                                             |                                             |
| Gävleborgs län Bottensee                    |                                             |                                             |                                             |                                             |                                             |                                             |                                             |                                             |                                             |                                             |                                             |                                             |
| Station Finngrundet                         | FS FINNGRUNDET, 2015                        |                                             | Bottensee                                   | 61° 1′ 0″ N, 18° 31′ 0″ O                   | Station: besetzt von 1859 - 1969            |                                             |                                             |                                             |                                             |                                             |                                             |                                             |
| No.1 FINNGRUNDET                            | 1859                                        | 1887                                        |                                             |                                             | Feuerschiff FINNGRUNDET                     |                                             |                                             |                                             |                                             |                                             |                                             |                                             |
| No.12 GREPEN                                | 1888                                        | 1897                                        |                                             |                                             | siehe Station: Grepen                       |                                             |                                             |                                             |                                             |                                             |                                             |                                             |
| No.5 UTGRUNDEN                              | 1898                                        | 1900                                        |                                             |                                             | siehe Station: Utgrunden                    |                                             |                                             |                                             |                                             |                                             |                                             |                                             |
| No.24 RESERV                                | 1901                                        | 1902                                        |                                             |                                             | Feuerschiff RESERV                          |                                             |                                             |                                             |                                             |                                             |                                             |                                             |
| No.25 FINNGRUNDET                           | 1903                                        | 1969                                        |                                             | SWE-043                                     | Feuerschiff FINNGRUNDET                     |                                             |                                             |                                             |                                             |                                             |                                             |                                             |
| Gävleborgs län Bottensee                    |                                             |                                             |                                             |                                             |                                             |                                             |                                             |                                             |                                             |                                             |                                             |                                             |
| Station Västra Banken                       | Fyrskepp No.23, 2005                        |                                             | Bottensee, SW-lich Finngrundet              | 60° 53′ 48″ N, 17° 55′ 10″ O                | Station: besetzt von 1881 bis 1970          |                                             |                                             |                                             |                                             |                                             |                                             |                                             |
| No.7 VULKAN                                 | 1881                                        | 1899                                        |                                             |                                             | siehe Station: Grundkallen                  |                                             |                                             |                                             |                                             |                                             |                                             |                                             |
| No.22 VÄSTRA BANKEN                         | 1900                                        | 1924                                        |                                             |                                             | Feuerschiff VÄSTRA BANKEN                   |                                             |                                             |                                             |                                             |                                             |                                             |                                             |
| No.23 KOPPARSTENARNE                        | 1924                                        | 1970                                        |                                             |                                             | siehe Station: Kopparstenarne               |                                             |                                             |                                             |                                             |                                             |                                             |                                             |
| Gävleborgs län Bottensee                    |                                             |                                             |                                             |                                             |                                             |                                             |                                             |                                             |                                             |                                             |                                             |                                             |
| Station Grundkallen                         | Öregrunds Hamn mit Feuerschiffen            |                                             | Bottensee, Grundkallegrund                  | 60° 30′ 0″ N, 18° 55′ 0″ O                  | Station: besetzt von 1862 - 1959            |                                             |                                             |                                             |                                             |                                             |                                             |                                             |
| No.7 VULKAN                                 | 1862                                        | 1863                                        |                                             |                                             | Feuerschiff VULKAN                          |                                             |                                             |                                             |                                             |                                             |                                             |                                             |
| No.3 GRUNDKALLEN                            | 1864                                        | 1875                                        |                                             | SWE-241                                     | Feuerschiff GRUNDKALLEN                     |                                             |                                             |                                             |                                             |                                             |                                             |                                             |
| No.6 SVENSKA BJÖRN                          | 1876                                        | 1910                                        |                                             |                                             | siehe Station: Svenska Björn                |                                             |                                             |                                             |                                             |                                             |                                             |                                             |
| No.23 KOPPARSTENARNE                        | 1911                                        | 1922                                        |                                             |                                             | siehe Station: Kopparstenarne               |                                             |                                             |                                             |                                             |                                             |                                             |                                             |
| No.30 GRUNDKALLEN                           | 1923                                        | 1959                                        |                                             |                                             | Feuerschiff GRUNDKALLEN                     |                                             |                                             |                                             |                                             |                                             |                                             |                                             |
| Gävleborgs län Bottensee                    |                                             |                                             |                                             |                                             |                                             |                                             |                                             |                                             |                                             |                                             |                                             |                                             |
| Station Grepen                              |                                             |                                             | Bottensee, Öregrund                         | 60° 27′ 0″ N, 18° 17′ 0″ O                  | Station: besetzt von 1872 - 1955            |                                             |                                             |                                             |                                             |                                             |                                             |                                             |
| No.9 DIANA                                  | 1872                                        | 1874                                        |                                             |                                             | Feuerschiff DIANA                           |                                             |                                             |                                             |                                             |                                             |                                             |                                             |
| No.12 GREPEN                                | 1875                                        | 1882                                        |                                             |                                             | Feuerschiff GREPEN                          |                                             |                                             |                                             |                                             |                                             |                                             |                                             |
| No.20 GREPEN                                | 1883                                        | 1947                                        |                                             |                                             | Feuerschiff GREPEN                          |                                             |                                             |                                             |                                             |                                             |                                             |                                             |
| No.19 NORSTRÖMSGRUND                        | 1947                                        | 1955                                        |                                             |                                             | siehe Station: Norströmsgrund               |                                             |                                             |                                             |                                             |                                             |                                             |                                             |
| Ostsee Uppsala län Norrtälje                |                                             |                                             |                                             |                                             |                                             |                                             |                                             |                                             |                                             |                                             |                                             |                                             |
| Station Svenska Björn                       | LS SVENSKA BJÖRN, 2019                      |                                             | Ostsee                                      | 59° 35′ 0″ N, 19° 46′ 0″ O                  | Station: besetzt von 1868 - 1968            |                                             |                                             |                                             |                                             |                                             |                                             |                                             |
| No.6 SVENSKA BJÖRN                          | 1868                                        | 1875                                        |                                             | SWE-250                                     | Feuerschiff SVENSKA BJÖRN                   |                                             |                                             |                                             |                                             |                                             |                                             |                                             |
| No.3 GRUNDKALLEN                            | 1876                                        | 1883                                        |                                             |                                             | siehe Station: Grundkallen                  |                                             |                                             |                                             |                                             |                                             |                                             |                                             |
| No.5 UTGRUNDEN                              | 1884                                        | 1897                                        |                                             |                                             | siehe Station: Utgrunden                    |                                             |                                             |                                             |                                             |                                             |                                             |                                             |
| No.3 GRUNDKALLEN                            | 1898                                        | 1900                                        |                                             |                                             | siehe Station: Grundkallen                  |                                             |                                             |                                             |                                             |                                             |                                             |                                             |
| No.5 UTGRUNDEN                              | 1901                                        | 1959                                        |                                             |                                             | siehe Station: Utgrunden                    |                                             |                                             |                                             |                                             |                                             |                                             |                                             |
| No.24 RESERV                                | 1960                                        | 1960                                        |                                             |                                             | siehe Station: Finngrunden                  |                                             |                                             |                                             |                                             |                                             |                                             |                                             |
| No.30 GRUNDKALLEN                           | 1961                                        | 1968                                        |                                             |                                             | siehe Station: Grundkallen                  |                                             |                                             |                                             |                                             |                                             |                                             |                                             |
| Stockholms län Stockholm                    |                                             |                                             |                                             |                                             |                                             |                                             |                                             |                                             |                                             |                                             |                                             |                                             |
| Station Almagrundet                         | FS ALMAGRUNDET                              |                                             | Ostsee, Ansteuerung Stockholm               | 59° 9′ 30″ N, 19° 8′ 36″ O                  | Station: besetzt von 1896 - 1966            |                                             |                                             |                                             |                                             |                                             |                                             |                                             |
| No.2B ALMAGRUNDET                           | 1896                                        | 1912                                        |                                             | SWE-238                                     | Feuerschiff ALMAGRUNDET                     |                                             |                                             |                                             |                                             |                                             |                                             |                                             |
| No.6 SVENSKA BJÖRN                          | 1913                                        | 1966                                        |                                             |                                             | siehe Station: Svenska Björn                |                                             |                                             |                                             |                                             |                                             |                                             |                                             |
| Södermanlands län Oxelösund                 |                                             |                                             |                                             |                                             |                                             |                                             |                                             |                                             |                                             |                                             |                                             |                                             |
| Station Hävringe                            | Lotsenboot von Hævringe, um 1930            |                                             | Ostsee, Ansteuerung Nyköping                | 58° 33′ 0″ N, 17° 31′ 0″ O                  | Station: besetzt von 1927 - 1967            |                                             |                                             |                                             |                                             |                                             |                                             |                                             |
| No.2B ALMAGRUNDET                           | 1927                                        | 1951                                        |                                             |                                             | siehe Station: Almagrundet                  |                                             |                                             |                                             |                                             |                                             |                                             |                                             |
| No.29 ÖLANDSREV                             | 1952                                        | 1967                                        |                                             | SWE-243                                     | siehe Station: Ölandsrev                    |                                             |                                             |                                             |                                             |                                             |                                             |                                             |
| Stockholms län Gotska Sandön                |                                             |                                             |                                             |                                             |                                             |                                             |                                             |                                             |                                             |                                             |                                             |                                             |
| Station Kopparstenarna                      | FS KOPPASTENARNE, 1893                      |                                             | Ostsee, N-lich Gotska Sandön                | 59° 37′ 19″ N, 19° 37′ 37″ O                | Station: besetzt von 1868 - 1915            |                                             |                                             |                                             |                                             |                                             |                                             |                                             |
| No.12 GREPEN                                | 1883                                        | 1887                                        |                                             |                                             | siehe Station: Grepen                       |                                             |                                             |                                             |                                             |                                             |                                             |                                             |
| No.16 KOPPARSTENARNE                        | 1888                                        | 1900                                        |                                             | SWE-246                                     | Feuerschiff KOPPARSTENARNE                  |                                             |                                             |                                             |                                             |                                             |                                             |                                             |
| No.3 GRUNDKALLEN                            | 1901                                        | 1902                                        |                                             |                                             | siehe Station: Grundkallen                  |                                             |                                             |                                             |                                             |                                             |                                             |                                             |
| No.23 KOPPARSTENARNE                        | 1903                                        | 1910                                        |                                             |                                             | Feuerschiff KOPPARSTENARNE                  |                                             |                                             |                                             |                                             |                                             |                                             |                                             |
| No.6 SVENSKA BJÖRN                          | 1911                                        | 1912                                        |                                             |                                             | siehe Station: Svenska Björn                |                                             |                                             |                                             |                                             |                                             |                                             |                                             |
| No.2B ALMAGRUNDET                           | 1913                                        | 1915                                        |                                             |                                             | siehe Station: Almagrundet                  |                                             |                                             |                                             |                                             |                                             |                                             |                                             |
| Kalmar län Kalmar                           |                                             |                                             |                                             |                                             |                                             |                                             |                                             |                                             |                                             |                                             |                                             |                                             |
| Station Utgrunden                           |                                             |                                             | Kalmarsund                                  | 56° 20′ 48″ N, 16° 14′ 48″ O                | Station: besetzt von 1864 bis 1946          |                                             |                                             |                                             |                                             |                                             |                                             |                                             |
| No.7 VULKAN                                 | 1864                                        | 1865                                        |                                             |                                             | siehe Station: Finngrunden                  |                                             |                                             |                                             |                                             |                                             |                                             |                                             |
| No.5 UTGRUNDEN                              | 1866                                        | 1883                                        |                                             | SWE-254                                     | Feuerschiff UTGRUNDEN                       |                                             |                                             |                                             |                                             |                                             |                                             |                                             |
| No.15 UTGRUNDEN                             | 1884                                        | 1896                                        |                                             |                                             | Feuerschiff UTGRUNDEN                       |                                             |                                             |                                             |                                             |                                             |                                             |                                             |
| No.19 NORSTRÖMSGRUND                        | 1897                                        | 1946                                        |                                             |                                             | siehe Station: Norströsgrund                |                                             |                                             |                                             |                                             |                                             |                                             |                                             |
| Kalmar län Öland                            |                                             |                                             |                                             |                                             |                                             |                                             |                                             |                                             |                                             |                                             |                                             |                                             |
| Station Ölandsrev                           | Fyrskepp No. 29, 2010                       |                                             | Ostsee, S-lich Öland                        | 56° 7′ 0″ N, 16° 34′ 0″ O                   | Station: besetzt von 1919 bis 1951          |                                             |                                             |                                             |                                             |                                             |                                             |                                             |
| No.29 ÖLANDSREV                             | 1919                                        | 1951                                        |                                             | SWE-257                                     | Feuerschiff ÖLANDSREV                       |                                             |                                             |                                             |                                             |                                             |                                             |                                             |
| Blekinge län Karlskrona                     |                                             |                                             |                                             |                                             |                                             |                                             |                                             |                                             |                                             |                                             |                                             |                                             |
| Station Jerskullen                          |                                             |                                             | Ostsee                                      | 56° 9′ 0″ N, 15° 35′ 8″ O                   | Station: besetzt von 1870 bis 1878          |                                             |                                             |                                             |                                             |                                             |                                             |                                             |
| No.10A ODIN                                 | 1870                                        | 1878                                        |                                             |                                             | Feuerschiff ODIN                            |                                             |                                             |                                             |                                             |                                             |                                             |                                             |
| Skåne län Trelleborg                        |                                             |                                             |                                             |                                             |                                             |                                             |                                             |                                             |                                             |                                             |                                             |                                             |
| Station Trelleborgsredd                     | FS TRÄLLEBORGSREDD No.21                    |                                             | Ostsee                                      | 55° 20′ 0″ N, 13° 8′ 0″ O                   | Station: besetzt von 1901 - 1930            |                                             |                                             |                                             |                                             |                                             |                                             |                                             |
| No.21 TRELLEBORGSREDD                       | 1901                                        | 1930                                        | Ansteuerung Trelleborg                      | SWE-253, SWE-442                            | Feuerschiff TRELLEBORGSREDD                 |                                             |                                             |                                             |                                             |                                             |                                             |                                             |
| Skåne län Falsterbo                         |                                             |                                             |                                             |                                             |                                             |                                             |                                             |                                             |                                             |                                             |                                             |                                             |
| Station Falsterborev                        | FS Svinbådan No.8                           |                                             | Ostsee, Öresund                             | 55° 17′ 0″ N, 12° 47′ 0″ O                  | Station: besetzt von 1831 - 1972            |                                             |                                             |                                             |                                             |                                             |                                             |                                             |
| No.00 HERMINA                               | 1831                                        | 1831                                        |                                             |                                             | Feuerschiff HERMINA                         |                                             |                                             |                                             |                                             |                                             |                                             |                                             |
| No.0 CYKLOP                                 | 1844                                        | 1864                                        |                                             |                                             | Feuerschiff CYKLOP                          |                                             |                                             |                                             |                                             |                                             |                                             |                                             |
| No.4 FALSTERBOREV                           | 1865                                        | 1882                                        |                                             |                                             | Feuerschiff FALSTERBOREV                    |                                             |                                             |                                             |                                             |                                             |                                             |                                             |
| No.8 SVINBÅDAN                              | 1883                                        | 1930                                        |                                             |                                             | siehe Station: Svinbbådan                   |                                             |                                             |                                             |                                             |                                             |                                             |                                             |
| No.28 RESERV                                | 1931                                        | 1972                                        |                                             |                                             | Feuerschiff RESERV                          |                                             |                                             |                                             |                                             |                                             |                                             |                                             |
| Öresund Skåne län                           |                                             |                                             |                                             |                                             |                                             |                                             |                                             |                                             |                                             |                                             |                                             |                                             |
| Station Oskarsgrundet                       | FS IRENE, um 1874                           |                                             | Öresund                                     | 55° 38′ 0″ N, 12° 57′ 0″ O                  | Station: besetzt von 1879 - 1961            |                                             |                                             |                                             |                                             |                                             |                                             |                                             |
| No.11 IRENE                                 | 1879                                        | 1931                                        |                                             |                                             | siehe Station: Kalkgrunden                  |                                             |                                             |                                             |                                             |                                             |                                             |                                             |
| No.21 TRELLEBORGSREDD                       | 1932                                        | 1961                                        |                                             |                                             | siehe Station: Trelleborgsredd              |                                             |                                             |                                             |                                             |                                             |                                             |                                             |
| Skåne län                                   |                                             |                                             |                                             |                                             |                                             |                                             |                                             |                                             |                                             |                                             |                                             |                                             |
| Station Kalkgrundet                         | FS KALKGRUNDET, 2014                        |                                             | Öresund                                     | 55° 36′ 5″ N, 12° 54′ 0″ O                  | Station: besetzt von 1873 - 1961            |                                             |                                             |                                             |                                             |                                             |                                             |                                             |
| No.7 VULKAN                                 | 1873                                        | 1873                                        |                                             |                                             | siehe Station: Finngrunden                  |                                             |                                             |                                             |                                             |                                             |                                             |                                             |
| No.11 IRENE                                 | 1874                                        | 1874                                        |                                             |                                             | Feuerschiff IRENE                           |                                             |                                             |                                             |                                             |                                             |                                             |                                             |
| No.13 KALKGRUNDET                           | 1875                                        | 1875                                        |                                             |                                             | Feuerschiff KALKGRUNDET                     |                                             |                                             |                                             |                                             |                                             |                                             |                                             |
| No.9 DIANA                                  | 1876                                        | 1878                                        |                                             |                                             | siehe Station: Grepen                       |                                             |                                             |                                             |                                             |                                             |                                             |                                             |
| No.13 KALKGRUNDET                           | 1879                                        | 1884                                        |                                             |                                             |                                             |                                             |                                             |                                             |                                             |                                             |                                             |                                             |
| No.4 FALSTERBOREV                           | 1885                                        | 1886                                        |                                             |                                             | siehe Station: Falsterborev                 |                                             |                                             |                                             |                                             |                                             |                                             |                                             |
| No.13 KALKGRUNDET                           | 1887                                        | 1961                                        |                                             | SWE-244                                     |                                             |                                             |                                             |                                             |                                             |                                             |                                             |                                             |
| Skåne län Malmö                             |                                             |                                             |                                             |                                             |                                             |                                             |                                             |                                             |                                             |                                             |                                             |                                             |
| Station Malmö Redd                          | FS Almagrundet, 2016                        |                                             | Öresund, vor Malmö                          | 55° 38′ 0″ N, 12° 57′ 0″ O                  | Station: besetzt von 1880 - 1969            |                                             |                                             |                                             |                                             |                                             |                                             |                                             |
| No.13 KALKGRUNDET                           | 1876                                        | 1879                                        |                                             |                                             | siehe Station: Kalkgrundet                  |                                             |                                             |                                             |                                             |                                             |                                             |                                             |
| No.10A ODIN                                 | 1880                                        | 1892                                        |                                             |                                             | siehe Station: Jerskullen                   |                                             |                                             |                                             |                                             |                                             |                                             |                                             |
| No.27 MALMÖ REDD                            | 1893                                        | 1951                                        |                                             |                                             | Feuerschiff MALMÖ REDD                      |                                             |                                             |                                             |                                             |                                             |                                             |                                             |
| No.2B ALMAGRUNDET                           | 1952                                        | 1969                                        |                                             |                                             | siehe Station: Almagrundet                  |                                             |                                             |                                             |                                             |                                             |                                             |                                             |
| Skåne län Höganäs                           |                                             |                                             |                                             |                                             |                                             |                                             |                                             |                                             |                                             |                                             |                                             |                                             |
| Station Svinbådan                           | FS SVINBÅDAN, um 1910                       |                                             | Öresund, vor Höganäs                        | 56° 10′ 0″ N, 12° 30′ 0″ O                  | Station: besetzt von 1866 - 1960            |                                             |                                             |                                             |                                             |                                             |                                             |                                             |
| No.7 VULKAN                                 | 1866                                        | 1869                                        |                                             |                                             | siehe Station: Finngrunden                  |                                             |                                             |                                             |                                             |                                             |                                             |                                             |
| No.8 SVINBÅDAN                              | 1870                                        | 1877                                        |                                             |                                             | Feuerschiff SVINBÅDAN                       |                                             |                                             |                                             |                                             |                                             |                                             |                                             |
| No.14 SVINBÅDAN                             | 1878                                        | 1893                                        |                                             |                                             | Feuerschiff SVINBÅDAN                       |                                             |                                             |                                             |                                             |                                             |                                             |                                             |
| No.17 SVINBÅDAN                             | 1894                                        | 1960                                        |                                             |                                             | Feuerschiff SVINBÅDAN                       |                                             |                                             |                                             |                                             |                                             |                                             |                                             |
| Kattegat Västra Götalands län Varberg       |                                             |                                             |                                             |                                             |                                             |                                             |                                             |                                             |                                             |                                             |                                             |                                             |
| Station Fladen                              | FS FLADEN, 2011                             |                                             | Kattegat                                    | 57° 10′ 0″ N, 11° 49′ 0″ O                  | Station: besetzt von 1892 - 1969            |                                             |                                             |                                             |                                             |                                             |                                             |                                             |
| No.10B FLADEN                               | 1892                                        | 1899                                        |                                             | SWE-044                                     | Feuerschiff FLADEN                          |                                             |                                             |                                             |                                             |                                             |                                             |                                             |
| No.18 RESERV                                | 1900                                        | 1900                                        |                                             |                                             | Feuerschiff RESERV                          |                                             |                                             |                                             |                                             |                                             |                                             |                                             |
| No.16 KOPPARSTENARNE                        | 1901                                        | 1924                                        |                                             |                                             | siehe Station: Kopparstenarne               |                                             |                                             |                                             |                                             |                                             |                                             |                                             |
| No.24 RESERV                                | 1925                                        | 1925                                        |                                             |                                             | siehe Station: Finngrundet                  |                                             |                                             |                                             |                                             |                                             |                                             |                                             |
| No.32 FLADEN                                | 1926                                        | 1929                                        |                                             |                                             | Feuerschiff FLADEN                          |                                             |                                             |                                             |                                             |                                             |                                             |                                             |
| No.10B FLADEN                               | 1930                                        | 1965                                        |                                             |                                             |                                             |                                             |                                             |                                             |                                             |                                             |                                             |                                             |
| No.29 ÖLANDSREV                             | 1968                                        | 1969                                        |                                             |                                             | siehe Station: Ölandsrev                    |                                             |                                             |                                             |                                             |                                             |                                             |                                             |
| Västra Götalands län Göteborg               |                                             |                                             |                                             |                                             |                                             |                                             |                                             |                                             |                                             |                                             |                                             |                                             |
| Station Vinga                               | FS VINGA in Helsinki, 2015                  |                                             | Kattegat, Ansteuerung Göteborg              | 57° 34′ 0″ N, 11° 35′ 0″ O                  | Station: besetzt von 1929 - 1966            |                                             |                                             |                                             |                                             |                                             |                                             |                                             |
| No.32 FLADEN                                | 1929                                        | 1965                                        |                                             | SWE-242                                     | siehe Station: Fladen                       |                                             |                                             |                                             |                                             |                                             |                                             |                                             |
| Skagerrak Bohuslän                          |                                             |                                             |                                             |                                             |                                             |                                             |                                             |                                             |                                             |                                             |                                             |                                             |
| Station Grisbådarna                         | FS GRISBÅDARNE, um 1910                     |                                             | Skagerrak, norw./schwed. Grenze             | 58° 58′ 0″ N, 10° 49′ 0″ O                  | Station: besetzt von 1900 - 1929            |                                             |                                             |                                             |                                             |                                             |                                             |                                             |
| No.10B FLADEN                               | 1900                                        | 1929                                        |                                             |                                             | siehe Station: Fladen                       |                                             |                                             |                                             |                                             |                                             |                                             |                                             |
| Vänern Västra Götalands län                 |                                             |                                             |                                             |                                             |                                             |                                             |                                             |                                             |                                             |                                             |                                             |                                             |
| Station Megrundet                           |                                             |                                             | Vänern, Dalbosjön                           | 58° 44′ 45″ N, 12° 50′ 50″ O                | Station: besetzt von 1883 - 1919            |                                             |                                             |                                             |                                             |                                             |                                             |                                             |
| No.31 MEGRUNDET                             | 1883                                        | 1919                                        |                                             |                                             | Feuerschiff MEGRUNDET                       |                                             |                                             |                                             |                                             |                                             |                                             |                                             |

Anmerkungen
1. ↑  Das Feuerschiff wurde 1893/94 in Malmö in  „Kockums Mekaniska Verkstad“ gebaut, Länge 14,6 m, Breite 6,5 m und 90 t  Verdrängung und ohne Mast. Es war ein Schwesterschiff der No.20 GREPEN, von „Bergsunds Mekaniska Verkstad“ in Stockholm. Von 1894 bis 1895 auf Station. Es erfolgte ein Umbau, ab 1897 auf Station Utgrunden bis 1946, ersetzt durch Leuchtturm. Von 1948 bis 1955 auf Station Grepen. Nach  Außerdienststellung Umbau zum Wohnschiff und 1973 Verkauf an Privat. Der weitere Verbleib ist unbekannt.
2. ↑  Das Feuerschiff wurde 1861/62 aus Eichen- und Kiefernholz auf der „Marine-Werft“ in Karlskrona gebaut, Länge 22,3 m, Breite 6,0 m und 160 t Verdrängung mit zwei Masten und Segel. Es war das Schwesterschiff der No.1 FINNGRUNDET. Von 1862 bis 1894 auf Station. Es erfolgte ein Umbau zum Arbeitspram FREJA.  1933 Verkauf an Privat. Der weitere Verbleib ist unbekannt.
3. ↑  Das Feuerschiff wurde 1933/34 aus Stahl in den „Götaverken“ AB in Göteborg gebaut, Länge 34 m, Breite 7,7 m und 440 t Verdrängung mit zwei Masten und 400 PS Antriebsmaschine. Es war das Schwesterschiff der No.30 GRUNDKALLEN und No.32 FLADEN. Das Feuerschiff war bis 1970 auf Stationen im Dienst, danach verkauft und als Charter-Segelschiff eingesetzt.
4. ↑  Das Feuerschiff wurde 1858/59 aus Eichen- und Kiefernholz auf der „Marine-Werft“ in Karlskrona gebaut, Länge 22,3 m, Breite 6,0 m und 160 t Verdrängung mit zwei Masten und Segel. Es war das Schwesterschiff der No.2A SYDOSTBROTTEN. Von 1859 bis 1900 auf wechselnden Stationen. 1901 Verkauf an Privat nach Stockholm als Transportschiff und 1928 durch Sprengung verschrottet
5. ↑  Das Feuerschiff wurde Reserve für Finngrundet, Fladen und Svenska Björn.
6. ↑  Das Feuerschiff wurde 1902/03 in Gävle bei  „O.A. Brodins varv“ gebaut, Länge 27 m Breite 6,9 m und 264 t Verdrängung, als Antriebsmaschine diente eine 130 PS starke Verbunddampfmaschine. Von 1903 bis 1969 auf Station im Untiefengebiet NE-lich von Gävle. Seit 1970 als Museumsschiff am Pier des Vasa-Museums in Stockholm.
7. ↑  Das Feuerschiff wurde 1899 - 1900 in Gävle bei  „Gefle Verkstäder“ gebaut, Länge 22,8 m Breite 6,7 m und  228 t Verdrängung. 1908 wurde ein 100 PS Dampfmaschine als Antrieb eingebaut. Von 1924 bis 1963 auf Station Norströmsgrund, 1965 zum Wohnschiff umgebaut. 1968 verkauft und 1969/70 in Ystad abgewrackt.
8. ↑   Das Feuerschiff wurde 1853/54 aus Eichen- und Kiefernholz auf der „Marine-Werft“ in Karlskrona gebaut, Länge 21,0 m, Breite 5,9 m und 130 t Verdrängung mit zwei Masten und Segel. Von 1862 auf wechselnden Stationen. Zuletzt bis 1899 auf Station Västra Banken. 1900 Verkauf an Privat, Verbleib unbekannt.
9. ↑  Das Feuerschiff wurde 1864/65 auf der „Karlskrona Varvet“ aus Eichen- und Kiefernholz gebaut, Länge 23,8 m Breite 6,9 m 168 t Verdrängung, als No.3. Von 1876 bis 1883 auf Station Svenska Björn, Reserve, Kopparstenarna. 1903 umgebaut als Lastkahn.
10. ↑  Das Feuerschiff wurde 1921/22 auf der „Varvet“ in Karlskrona gebaut, Länge 34 m, Breite 7,7 m und 440 t Verdrängung. Als Antrieb wurde eine 450 PS Bolinder-Rohölmotor verwendet. Es war das Schwesterschiff der No.32 FLADEN und No.33 SYDOSTBROTTEN. Nach dem letzten Dienst auf der Station Svenska Björn war das feuerschiff noch bis 1972 in Reserve. 1974 wurde es  verkauft zur Verschrottung nach Ystad.
11. ↑  Als ältestes schwedisches Feuerschiff (ex. ESPLENDIAN)  wurde 1782 auf der Werft „Djugardsvarvet“ in Stockholm als Königliche Yacht aus Eiche gebaut, Länge 16,7 m, Breite 5,7 m und 85 t Verdrängung als Holzschiff aus Eiche gebaut. 1868 wurde sie von der Lotsenbehörde übernommen und in DIANA umbenannt. Von 1872 bis 1874 auf Station Grepen und bis 1900 wechselnd auf Stationen als Reserve, danach verkauft.
12. ↑  Das Feuerschiff wurde 1873/74 auf der „Beckholmsvarvet“ in Stockholm gebaut als Holzschiff aus Eiche und Kiefer, Länge 22,8 m, Breite 6,6 m und ca. 160 t Verdrängung. Keine Maschinenanlage, ein hölzerner Leuchtturm und ein kleiner Mast voraus.  Von 1875 auf Station Grepen. Danach noch auf Kopparstenarna und Finngrunden. Bis 1899 noch als Reserve-Feuerschiff und 1900 in Göteborg verkauft.
13. ↑  Das Feuerschiff wurde 1882/83 in „Bergsunds Mekanikse Verkstad“ in Stockholm gebaut, Länge 14,6 m, Breite 6,5 m und 61 t Verdrängung als Holzschiff aus Eiche und Kiefer gebaut, von 1883 auf Station Grepen. 1947 noch als Reserve und 1953 wurde es in Gävle verkauft und verschrottet.
14. ↑  Das Feuerschiff wurde 1867/68 auf der Werft „Lindholmen“ in Göteborg gebaut, Länge 25 m, Breite 7,1 m und 260 t Verdrängung aus Stahl gebaut, als Schoner getakelt und ohne Motor, von 1868 auf Station Svenska Björn und zuletzt auf Station Almagrundet bis 1966, bis 1970 noch als Reserve und 1971 verkauft an Privat.
15. ↑  Das Feuerschiff wurde 1895/96 in Gävle bei  „O.A. Brodins varv“ aus Eisen gebaut, Länge 20,3 m Breite 6,6 m und 200 t Verdrängung, ohne Antrieb. Der niedrige runde Leuchtturm hatte eine Galerie um das Laternenhaus. Das Feuerschiff war bis 1969 auf  wechselnden Stationen zuletzt auf Malmö Redd im Einsatz. Von Malmö, wo es verfiel, wurde es 1989 nach Norrköping geschleppt und in der „Bråviken varv“ repariert wurde. 1999 wurde es als Museumsschiff im Hafen von Västerås aufgelegt und seit 2015 umgezogen in den Hafen von Gävle.
16. ↑  Das Feuerschiff wurde 1888 in Malmö bei „Kockums Mekaniska Verkstad“ gebaut, Länge 28,2 m, Breite 6,1 m und 290 t Verdrängung, als No.16. Antrieb mit 140 PS-Dampfmaschine. 1892 und 1900 umgebaut, der Mast mit Laterne durch einen Turm mit Laterne und Galerie mit neuer Lichtoptik mit Parabolspiegeln. Von 1901 bis 1924 Dienst auf Station Fladen. Im April 1924 durch einen Brand an Bord schwer beschädigt und danach gesunken. Besatzung wurde gerettet, ein Mann schwer verletzt.
17. ↑  Das Feuerschiff wurde 1901/02 in Stockholm bei „Mekaniska Verkstadsbolag von Bergsund“ gebaut, Länge 26,4 m Breite 5,9 m und 260 t Verdrängung zusammen mit dem Schwesterschiff No.24. Es hatte zwei Masten und mittschiffs den Turm mit Galerie und Laternenhaus. Eine 100 PS Dampfmaschine als Antrieb. Zuletzt bis 1970 auf Station Västra Banken und im Heimathafen Öregrund mit Deckshaus, Laterne und Aufbauten als Museum errichtet. Der Schiffsrumpf zur Verschrottung an Privat verkauft.
18. ↑  Das Feuerschiff wurde 1865/66 bei „Bergsunds Mekaniska Verkstad“ in Stockholm gebaut, Länge 25 m, Breite 7,1 m und 260 t Verdrängung. Danach von 1884 bis 1962 auf Station Svenska Björn, außer 1898 bis 1900 auf Finngrunden. 1999 verkauf an Privat und restauriert noch in Fahrt.
19. ↑  Das Feuerschiff wurde 1883/84 bei „Motala mekaniska verkstad“ AB aus Eisen gebaut, Länge 20,4 m, Breite 6,5 m und 145 t Verdrängung und ohne Maschine. 1897 wurde es bei „Lindbergs Mekaniska Verkstad“ in Stockholm umgerüstet und bis 1923 auf Station Norströmsgrund eingesetzt. Von 1924 bis 1959 auf Station Östra Kvarken eingesetzt. 1960 ersetzt durch Leuchtturm und 1961 zum Verschrotten an Gustav Carlsson nach Stockholm verkauft.
20. ↑  Das Feuerschiff wurde 1914/15 in „Bergsunds Mekaniska Verkstad“ in Stockholm aus Stahl gebaut, Länge 28,4 m, Breite 7,4 m und 380 t Verdrängung und zwei 120 PS Antriebsmaschinen. Das Feuerschiff wurde seit 1919 als FS eingesetzt. Nach Ende der Station Ölandsrev von 1952 bis 1967 nach Hävringe und zuletzt bis 1969 auf Station Fladen ausgelegt. Seit den 1990er Jahren als Museumsschiff FLADEN in Göteborg im Maritim Center.
21. ↑  1844 in „Örlogsvarvet“ in Stockholm aus Eichenholz für die Marine gebaut, Länge 19,5 m, Breite 4,5 m und 51 t Verdrängung. Das Feuerschiff wurde 1870 von der Lotesenbehörde gekauft und auf der „Karlskrona varvet“ als Feuerschiff umgebaut und  auf Station eingesetzt. 1878 durch den Leuchtturm der Festung Godnatt ersetzt und auf  Station Malmö Redd von 1880 bis 1892 als Lotsenstation umgebaut, der Schiffsrumpf schwarz gestrichen mit seitlich weißen Buchstaben LOTS, eingesetzt. 1893 ausgemustert, abgewrackt und verkauft.
22. ↑  Das Feuerschiff wurde 1898/99 in Malmö bei „Kockums Mekaniska Verkstad“ gebaut, Länge 18,0 m Breite 5,8 m und 125 t Verdrängung, als No.21, Reserve für Kalkgrund. Von 1901 bis 1930 auf Station im Untiefengebiet von Trelleborg. Im Jahre 1930 erfolgte wegen des Neubaus des Caisson-Leuchtturms vor Trelleborg die Verlegung auf die Station Oskarsgrundet im Öresund bis 1961. Nach der Außerdienststellung und Verkauf liegt das Feuerschiff heute als Veranstaltungs- und Konferenzschiff in Stockholm.
23. ↑  Das erste schwedische Feuerschiff wurde 1826 aus Eichenholz vermutlich in Göteborg gebaut, als Yacht mit flachem Heck und einem Mast mit Segel. Es wurde von der Lotsenbehörde gechartert und in Ystad als Feuerschiff ausgerüstet. Es war für die Aufgaben jedoch nicht geeignet und wurde zum Jahresende wieder an den Eigentümer zurückgegeben.
24. ↑  Das zweite schwedische Feuerschiff wurde 1843/44 aus Eichen- und Kiefernholz auf der „Werft“ in Kalmar gebaut, Länge 21,3 m, Breite 5,9 m und 130 t Verdrängung mit zwei Masten und Segel. Bis 1864 auf Station. Das Feuerschiff mit zwei Laternen auf den Masten, hatte rot gestrichen Seiten mit den weißen Buchstaben F. S. und die beiden Leuchten bestanden aus zwei sechseckigen Laternen mit je 6 Öllampen und jeweils einem eigenen Spiegel für das Seitenlicht. Sie wurden an jedem Mast mit einem Arm auf eine Feuerhöhe von 16 m aufgezogen. 1863 wurde das Feuerschiff an Privat verkauft, blieb aber noch bis 1864 auf der Station im Einsatz.
25. ↑  Das Feuerschiff wurde 1864/65 aus Eichen- und Kiefernholz auf der „Marine-Werft“ in Karlskrona gebaut, Länge 23,8 m, Breite 6,3 m und 168 t Verdrängung mit zwei Masten und Segel. Es war das Schwesterschiff der No.3 GRUNDKALLEN. Bis 1882 auf Station und von 1885 bis 1886 auf Station Kalkgrundet eingesetzt. Bis 1909 wurde das Feuerschiff als Reserve in Malmö gehalten. 1910 erfolgte der Verkauf und der weitere Verbleib ist unbekannt.
26. ↑  Das Feuerschiff wurde 1909 in Malmö bei „Kockums Mekaniska Verkstad“ aus Stahl gebaut, Länge 26,3 m Breite 6,8 m 260 t Verdrängung, als No.28. Von 1910 bis 1929 wurde das Feuerschiff  als Reserve vorgehalten. In den Jahren 1930/31 erfolgte bei „Lindholmens Verkstad“ in Göteborg ein Umbau, Schiffsrumpf auf 30,2 m verlängert, 200 PS Hauptmaschine, Leuchtturm elektrifiziert. Nach  Wiederaufbau von 1931 bis 1972 auf Station im Untiefengebiet von Falsterbo nachdem der Leuchtturm eröffnet wurde. 1975 verkauft an Privat. 1999 als Restaurantschiff in Nieuwpoort in Belgien. 2007 im Hafen von Le Havre gesunken. 2012 verschrottet, Laterne in Skanör erhalten.
27. ↑  Das Feuerschiff wurde 1869 in Rügenwalde zunächst als 2  Mast-Schoner aus Eichenholz gebaut. 1873 wurde er von der schwedischen Königlichen Lotsen- und Seefahrts-Administration gekauft und in ein Leuchtfeuerschiff aus Eichen- und Kiefernholz auf der „Bonnessens-Werft“ in Malmö umgebaut. Es war 19 m lang, 5,9 m breit und ihre Verdrängung betrug 134 t. Die Besatzung bestand aus 7 Mann. Ihre erste Position war Kalkgrundet, wo sie während der gesamten Zeit bis Sommer 1874 vor Anker lag. Die Laterne wurde 11 Meter über dem Meeresspiegel angebracht und erreichte eine Sichtweite von etwa 10 Seemeilen. Dann 1875 bis 1878 als FS-Reserve. Von 1879 bis 1931 auf Station Oskarsgrundet. Das Schiff wurde 1931 von der Position abgezogen. 1932 wurde es zum Arbeitsschiff BJÖRN umgebaut und 1942 verkauft. Der weitere Verbleib ist unbekannt.
28. ↑  Das Feuerschiff wurde 1874 aus Eichen- und Kiefernholz auf der „Bonnessens-Werft“ in Malmö gebaut, Länge 23,3 m, Breite 6,8 m und 160 t Verdrängung, mittschiffs ein hölzerner Leuchtturm. 1885/86 auf der „Kockum-Werft“ in Malmö ein Eisenrumpf gebaut. Bis 1961 vor Malmö als Feuerschiff auf Station Kalkgrundet eingesetzt. 1962 verkauft und 1980 in Cartagena, Spanien versteigert und verschrottet.
29. ↑  Das Feuerschiff wurde 1892 in Malmö bei „Kockums Mekaniska Verkstad“ gebaut, Länge 21,0 m Breite 4,9 m und 100 t Verdrängung, als No.27. Der Schiffsrumpf war bis 1906 schwarz gestrichen mit seitlich weißen Buchstaben LOTS danach wieder in rot. 1952 bis 1962 Reserve in Malmö, danach verkauft zur Verschrottung.
30. ↑  Das Feuerschiff wurde 1869/70 in Oskarshamns  „Mekaniska Verkstad“ aus Stahl gebaut, Länge 24,8 m, Breite 6,5 m und 190 t Verdrängung. Mit zwei Masten und Segel, ohne Maschinenantrieb. Das Feuerschiff wurde bis 1930 auf der Station Falsterborev eingesetzt und bis 1972 als Reserve in Malmö gehalten. 1973 wurde es verkauft und 1976 in Ystad verschrottet. Das Laternenhaus ist in der Marina von Skanör aufgestellt.
31. ↑  Das Feuerschiff wurde 1876/77 in Beckholmen auf der  „Dockvarvet“ (später „Stockholms Varvs“ AB ) aus Eichenholz gebaut, Länge 31,2 m, Breite 7,2 m und 300 t Verdrängung. Mit zwei Masten und 65 PS Dampfmaschinenantrieb. Das Feuerschiff wurde bis 1934 auf der Station Sydostbrotten eingesetzt. 1934 wurde es verkauft und 1938 in Vätö  verschrottet.
32. ↑  Das Feuerschiff wurde 1893/94 in Stockholm in  „W. Lindbergs Verkstad“ aus Stahl und Eisen gebaut, Länge 31,4 m, Breite 6,7 m und 290 t Verdrängung und mit zwei Masten. Das Schiff hatte eine Dampfmaschine 120 PS als Antrieb. Das Feuerschiff wurde bis 1960 als FS eingesetzt. Nach der Außerdienststellung 1960 als Werkstattschiff LAGAREN, von 1968-1972 als Vermessungsschiff zusammen mit dem ehemaligen Feuerschiff No.32. 1972 verkauft an die Stiftung Skeppsholmsgården, Stockholm.
33. ↑  Das Feuerschiff wurde 1892 in Malmö bei „Kockums Mekaniska Verkstad“ gebaut, Länge 31,5 m  Breite 6,1 m und 308 t Verdrängung, als No.10B mit einem 180 PS Dampfmaschinenantrieb. Von 1892 bis 1899 NW-lich vor Varberg als Feuerschiff auf Station Fladen eingesetzt. Von 1900 bis 1929 war Dienst auf der Station Grisbådarna und von 1930 bis 1965 wieder auf der Station Fladen. 1967 verkauft an Privat, als Sportfischerboot, Umbau als Geschäfts- und Clubschiff und weiteres.
34. ↑  Das Feuerschiff wurde 1893/94 in Malmö bei „Kockums Mekaniska Verkstad“ aus Stahl gebaut, Länge 23,5 m  Breite 6,3 m und 194 t Verdrängung, als No.18 ohne Antrieb. Von 1894 bis 1957 als Reserve FS eingesetzt. 1959 verkauft und verschrottet.
35. ↑  Das Feuerschiff wurde 1926 bei „ Varvs och Stål Svetsnings AB“ in Helsingborg  als Stahlschiff gebaut, Länge 34 m, Breite 7,7 m und 440 t Verdrängung. Mit zwei Masten, Laterne mittschiffs und 250 PS Antriebsmaschine. Schwesterschiff der Feuerschiffe No.30 GRUNDKALLEN und No.33 SYDOSTBROTTEN. 1968 nach Außerdienststellung noch als Wohn- und Vermessungsschiff  LEDAREN eingesetzt. 1978 verkauft an die Stiftung Skeppsholmsgården, Stockholm. Seit 2009 finnisch als VINGA vor Hylkysaari, Helsinki.
36. ↑  Das Feuerschiff wurde 1882 - 1883 in der „Motala Mekaniska Verkstad“ aus Stahl gebaut, Länge 17,2 m Breite 5,3 m und eine Verdrängung von 78 t. von 1883 bis 1919 im westlichen Teil des Vänernsee als Feuerschiff auf Station Megrundet eingesetzt. Von 1920 bis 1937 als FS-Reserve. Danach an Privat verkauft, in den 70er Jahren mit Maschine ausgerüstet. 2022 zum Umbau bei „Mälarvarvet/Långholmen“ in Stockholm.